# Leda y el Cisne

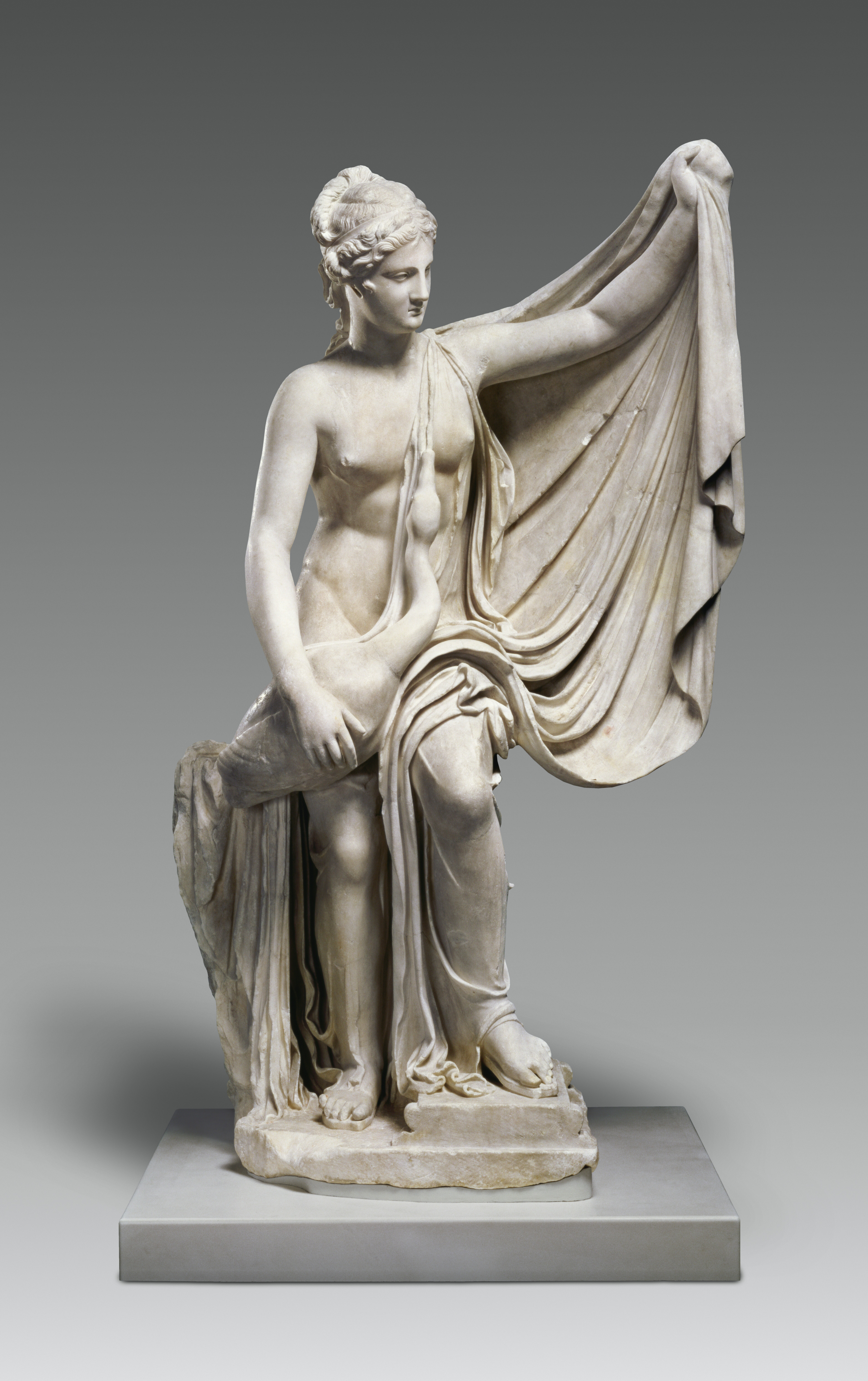
Estatua de Leda y el Cisne del en la Villa Getty.

Leda y el cisne es un motivo de la mitología griega, según el cual Zeus descendió del Olimpo en forma de un cisne hacia Leda, mientras esta reina caminaba junto al río Eurotas. En la versión original, el cisne fingió ser atacado por un águila para que Leda lo protegiera hacia su regazo y Zeus aprovechó para fecundar a Leda.
De acuerdo con el mito, más tarde Leda dio a luz a dos parejas de hijos: por un lado, a Helena y a Pólux, que serían hijos de Zeus y, por lo tanto, inmortales; y, por otra parte, a Clitemnestra y a Cástor, considerados hijos de su esposo Tíndaro, rey de Esparta, y en consecuencia, mortales.
Según la historia, Zeus tomó la forma de un cisne y violó o sedujo a Leda en la misma noche en que ella se había acostado con su esposo, el rey Tíndaro, de ahí que las dos parejas de hijos tuvieran distintos padres.
En algunas versiones, Leda puso dos huevos de los que nacieron los cuatro niños. En otras versiones, Helena es una hija de Némesis, la diosa que personificaba el desastre que les esperaba a las personas que padecen el orgullo de Hibris.
El motivo fue visto rara vez en la escultura a gran escala de la antigüedad, aunque una representación de Leda en una escultura se ha atribuido en los tiempos modernos a Timoteo, en ella la reina alza su manto para proteger al ave que acerca a su regazo y a juzgar por las numerosas copias conservadas fue bastante popular; existen además numerosas esculturas de pequeño formato helenísticas y romanas ya más atrevidas que muestran a la reina en poses tanto reclinadas como de pie, en camafeos y piedras preciosas grabadas, y anillos. Gracias a las versiones literarias de Ovidio y Fabio Plancíades Fulgencio fue un mito bien conocido durante la Edad Media, pero ocupará un lugar más destacado como tema clasicista, con tintes eróticos, en el Renacimiento italiano.

## Erotismo

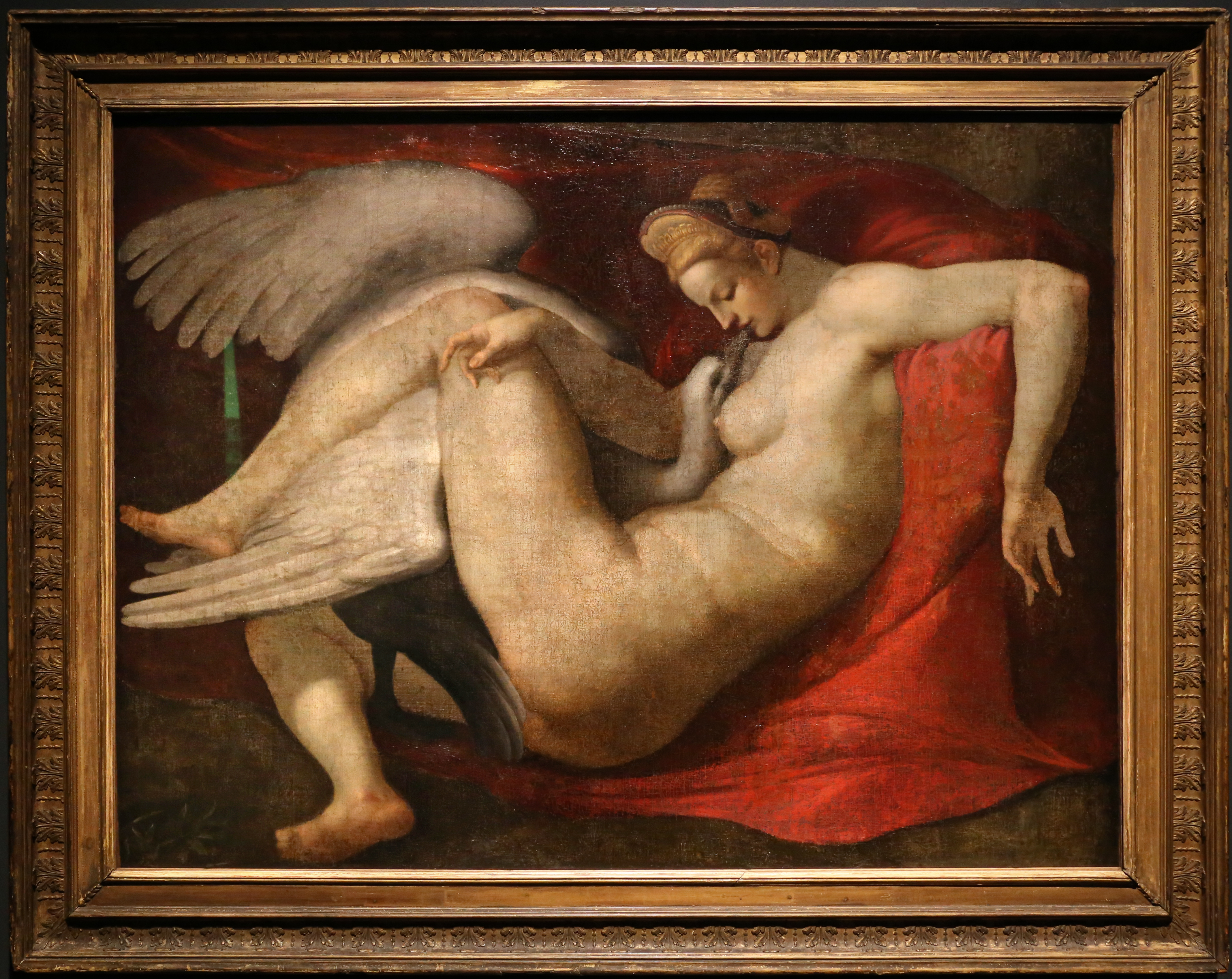
Leda y el Cisne, una copia del de un cuadro desaparecido de Miguel Ángel de 1530 (Galería Nacional de Londres).

El tema, sin duda, debe su renombre a la popularidad que conoció en el siglo XVI, una época en la que paradójicamente se consideraba más aceptable describir a la mujer copulando con un cisne que con un hombre. Las primeras pinturas muestran a la pareja haciendo el amor con mucha más claridad de la que emplearía cualquier imagen del período al mostrar a una pareja humana en el momento de la cópula. El destino del álbum erótico I Modi, unos años después demostró por qué esto era así. El tema seguía siendo muy peligroso en el Renacimiento. Las primeras representaciones fueron todas en el medio más privado de la estampa, sobre todo de Venecia. A menudo se basaron en la narración muy breve en Las metamorfosis de Ovidio (que no implica una violación), aunque Lorenzo de Médici tuvo un sarcófago romano y una antigua joya tallada del tema, ambos con Leda reclinada.
La más antigua representación conocida del Renacimiento es una de las ilustraciones grabadas de Sueño de Polífilo, un libro publicado en Venecia en 1499. Esta muestra a Leda y el Cisne haciendo el amor con gusto, a pesar de estar en la cima de un carro triunfal, siendo arrastrados y empujados por una multitud considerable. Un grabado de Giovanni Battista Palumba, que data de 1503 a más tardar, también muestra a la pareja teniendo relaciones sexuales, pero en una campiña desierta. 
Otro grabado de Venecia, atribuido por muchos a Giulio Campagnola, muestra una escena de amor carnal, pero la actitud de Leda es muy ambigua. Palumba hizo otro grabado alrededor de 1512, probablemente influenciado por los dibujos de Leonardo da Vinci, en el que se muestra a Leda sentada en el suelo jugando con sus hijos.
También hubo representaciones importantes en las artes decorativas menores, que eran medios de comunicación privados. Benvenuto Cellini hizo un medallón, ahora en Viena, a principios de su carrera, y Antonio Abondio representó la escena en el anverso de una medalla que celebraba a una cortesana romana.

## En la pintura

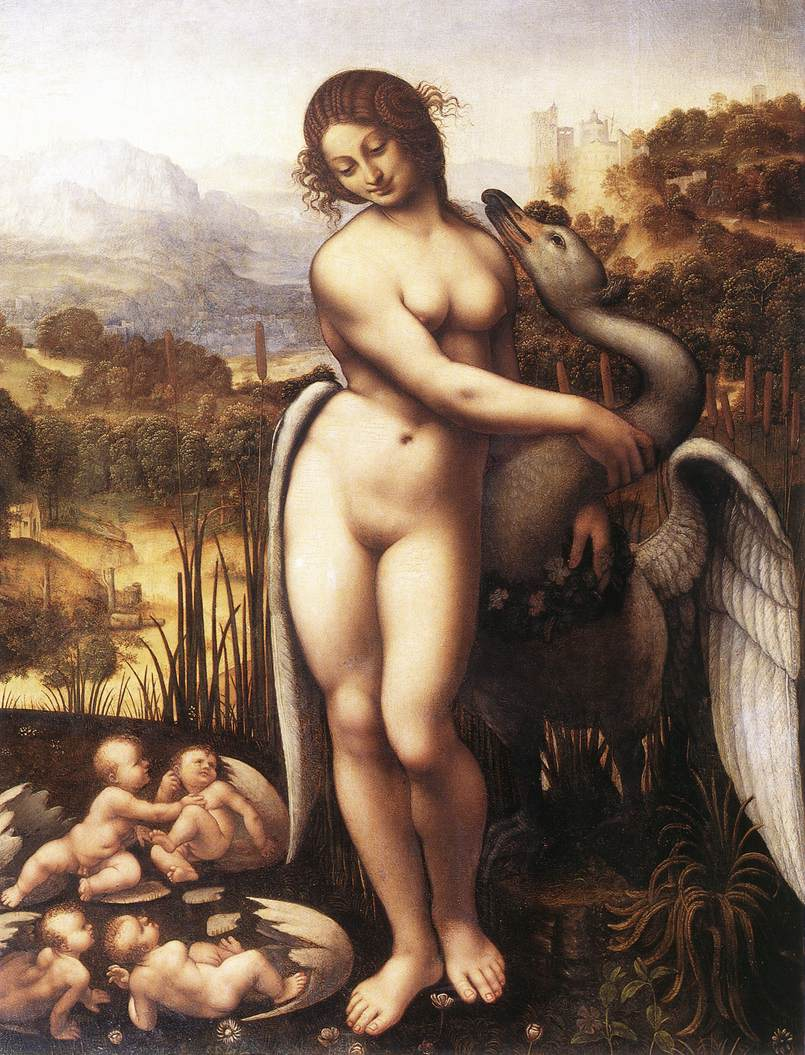
Leda y el cisne Wilton House.

Leonardo da Vinci comenzó a hacer estudios en 1504 para una pintura, aparentemente nunca realizada, en la que Leda aparecería sentada en el suelo con sus hijos. En 1508, pintó Leda y el cisne, una composición diferente del tema con Leda de pie, desnuda, acariciando al cisne, con los dos pares de gemelos, y sus enormes huevos rotos. El original se ha perdido, probablemente destruido deliberadamente, y fue registrado por última vez en el palacio real francés de Fonteainebleau en 1625 por Cassiano dal Pozzo. Sin embargo, se conocen muchas copias, de las cuales las primeras son probablemente la Leda Spiridon, quizás realizada por Francesco Melzi, ahora en la Galería Uffizi, y en Wilton House en Inglaterra.
También perdida, y probablemente destruida deliberadamente, es la pintura de Miguel Ángel de la pareja haciendo el amor, encargada en 1529 por Alfonso I de Este para su palacio de Ferrara, y llevada a Francia para la colección real en 1532; estuvo en Fontainebleau en 1536. El esbozo de Miguel Ángel para el trabajo —dado a su ayudante Antonio Mini, quien lo usó para varias copias para clientes franceses antes de su muerte en 1533— sobrevivió durante más de un siglo. Esta composición es conocida por muchas copias, incluyendo un grabado de Cornelis Bos; la escultura de mármol de Bartolomeo Ammanati en Bargello, Florencia; dos copias que hizo el joven Rubens durante su viaje a Italia, y el cuadro que sigue a Miguel Ángel, en la National Gallery de Londres. La composición de Miguel Ángel, de alrededor de 1530, muestra las tendencias manieristas de elongación y poses retorcidas, que eran famosas en aquella época. Además, un grupo escultórico, similar al grupo de Prado Roman, se creía hasta el siglo XIX que era de Miguel Ángel.
La última pintura renacentista muy famosa del tema es la composición elaborada por Correggio (Berlín) donde aparece la reina bañándose en el río con sus doncellas en el momento de ser asaltada por el ave fingiendo temor; también fue dañada durante su permanencia en la colección de Felipe II, duque de Orleans, el regente de Francia en la minoría de Luis XV. Su hijo Luis, aunque era un gran amante de las pinturas, tuvo crisis periódicas de conciencia sobre su forma de vida, y en el curso de una de ellas atacó la figura de Leda con un cuchillo. El daño ha sido reparado, aunque no ha sido posible la restauración completa de su forma original. Las pinturas de Leonardo y Miguel Ángel desaparecieron en la colección de la familia real francesa, y se cree que fueron destruidas por viudas moralistas o por sucesores igualmente mojigatos de sus dueños.
Hubo muchas otras representaciones en el Renacimiento, incluyendo los ciclos de ilustraciones de Ovidio, pero la mayoría fueron derivados de las composiciones mencionadas. El tema se mantuvo confinado en gran medida a Italia, y a veces a Francia (versiones del Norte de Europa son poco comunes. 
Después de una especie de hiato en los siglos XVIII y principios del XIX, Leda y el Cisne se convirtió de nuevo en un motivo muy popular a finales del siglo XIX e inicios del XX, con muchas ejecuciones simbolistas y expresionistas.

## En el arte moderno
Cy Twombly ejecutó una versión abstracta de Leda y el Cisne en 1962. Está en la colección del Museo de Arte Moderno de Nueva York.
El cineasta vanguardista Kurt Kren junto con otros miembros del movimiento accionista vienés, incluyendo a Otto Muehl y Hermann Nitsch, hicieron una película llamada 7/64 Leda mit der Schwan en 1964. La película conserva el motivo clásico, y presenta durante la mayor parte de su duración una mujer joven que abraza un cisne.
El fotógrafo Charlie White, incluyó un retrato de Leda en su serie "And Jeopardize the Integrity of the Hull". Zeus, como el cisne, sólo aparece metafóricamente.
Hay una estatua de mármol de tamaño natural de Leda y el Cisne en el museo del Palacio Jai Vilas en Gwalior, en el norte de Madhya Pradesh, India.
El artista colombiano Fernando Botero también elaboró una versión de Leda y el Cisne, que se encuentra en una de las salas de exposición permanente del Museo Botero.

## En poesía

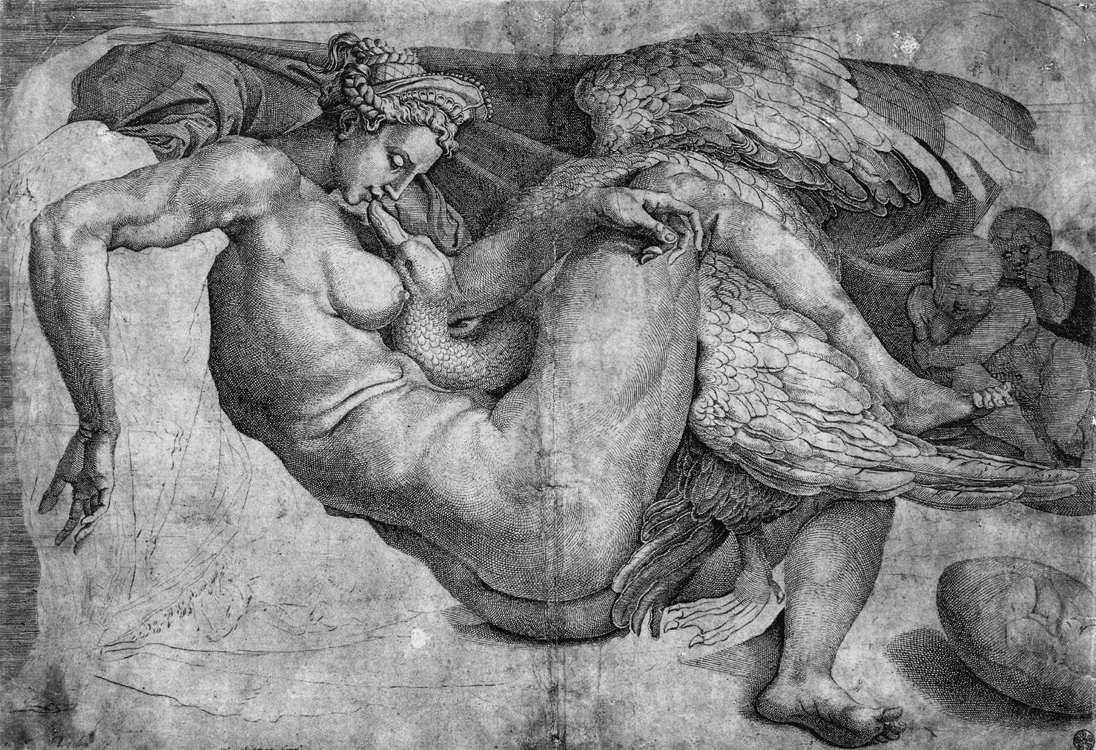
Escultura

Pierre de Ronsard escribió un poema en La Défloration de Lède, quizás inspirado en el de Miguel Ángel, que bien pudo haber conocido. Como muchos artistas desde el Renacimiento, imagina el pico penetrando la vagina de Leda.
"Leda and the Swan" también es un soneto de William Butler Yeats, que se publicó por primera vez en 1923. Combinando el realismo psicológico con una visión mística, describe la violación de Leda por parte del cisne. El poema es normalmente elogiado como una de las mejores obras de Yeats.
Camille Paglia dijo de esta composición que es "el poema más grande del siglo XX" y añadió que "todos los seres humanos, como Leda, están atrapados momento tras momento en la urgencia de la experiencia. Para Yeats, la única salvación es la esbeltez y la quietud del arte".
El poeta nicaragüense Rubén Darío, en su poema de 1892 Leda, incluye una descripción oblicua de la violación, vigilada por el dios Pan.